# Goodman Global

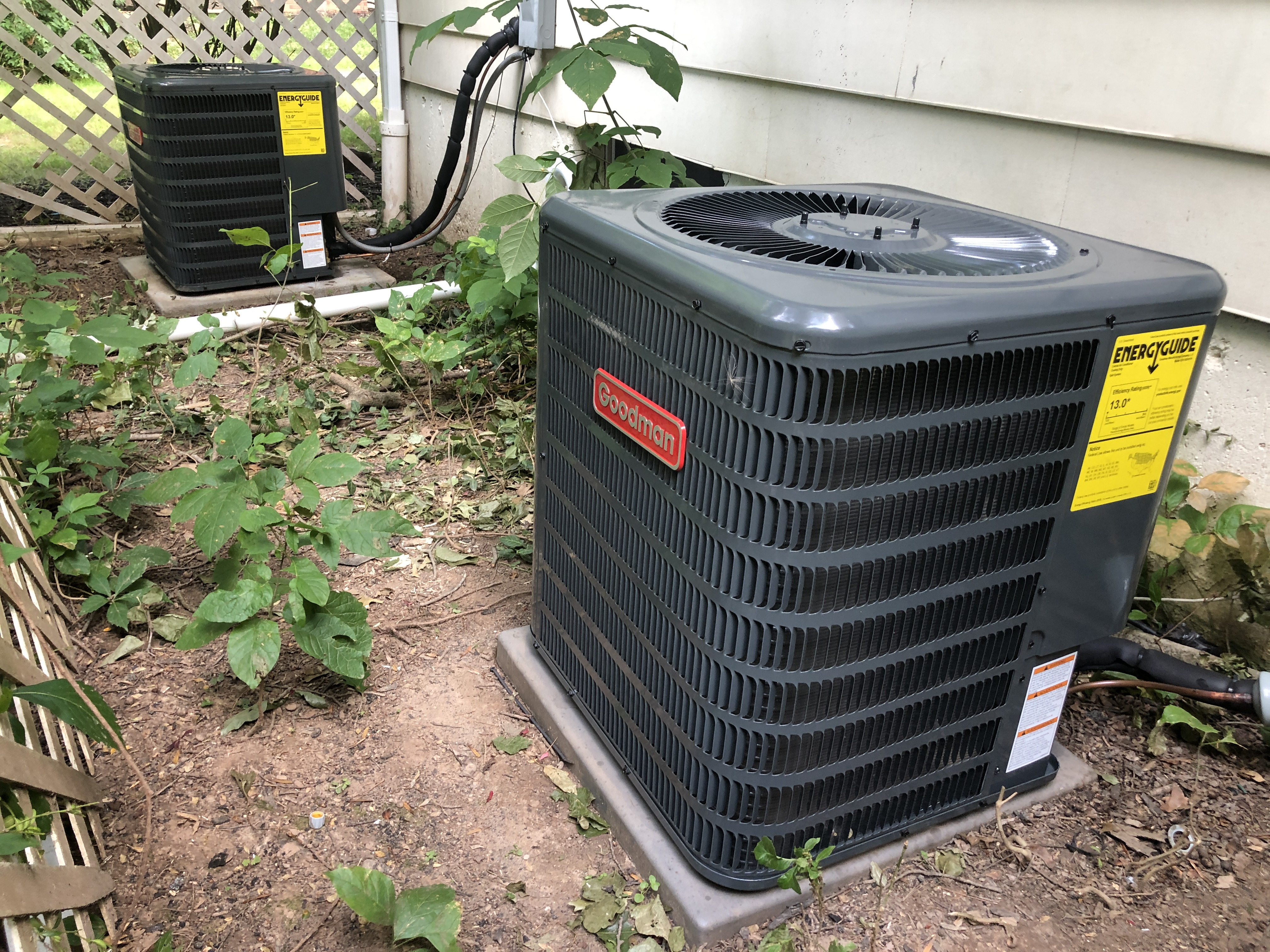
Deux unités de chauffage, ventilation et climation Goodman.

Goodman Manufacturing est une filiale du groupe Daikin, fabricant mondial de produits et systèmes de chauffage, ventilation et climatisation.

## Historique
L'entreprise, fondée en 1975 et basée à Houston, fabrique des systèmes résidentiels de chauffage et de climatisation.
Elle est située dans le parc technologique Daikin Texas.

## Production
Goodman fabrique principalement des climatiseurs et des pompes à chaleur résidentiels, des appareils de chauffage au gaz, de traitement de l'air et des contrôleurs et thermostats.